# Land O' Lakes
Land O' Lakes es un lugar designado por el censo ubicado en el condado de Pasco en el estado estadounidense de Florida. En el Censo de 2010 tenía una población de 31.996 habitantes y una densidad poblacional de 576,82 personas por km².

## Geografía
Land O' Lakes se encuentra ubicado en las coordenadas 28°12′30″N 82°26′45″O / 28.20833, -82.44583. Según la Oficina del Censo de los Estados Unidos, Land O' Lakes tiene una superficie total de 55.47 km², de la cual 49.31 km² corresponden a tierra firme y (11.11%) 6.16 km² es agua.

## Demografía
Según el censo de 2010, había 31.996 personas residiendo en Land O' Lakes. La densidad de población era de 576,82 hab./km². De los 31.996 habitantes, Land O' Lakes estaba compuesto por el 86.84% blancos, el 5.04% eran afroamericanos, el 0.28% eran amerindios, el 2.9% eran asiáticos, el 0.09% eran isleños del Pacífico, el 2.24% eran de otras razas y el 2.61% pertenecían a dos o más razas. Del total de la población el 15.19% eran hispanos o latinos de cualquier raza.

## Educación
El Distrito Escolar del Condado de Pasco gestiona escuelas públicas. La ciudad tiene la sede del distrito.